# Сън в съня
„Сън в съня“ (на английски: A Dream Within a Dream) е поема, написана от американския писател и поет Едгар Алън По, за първи път публикувана през 1849. Поемата съдържа 24 реда, разделени на два куплета. Тя поставя под въпрос начина, по който реалността може да се различи от фантазията, с думите „Не е ли всичко, което виждаме или си мислим, че виждаме, само сън в съня?“.
Поемата съдържа препратки към „златен пясък“, изображение от откриването през 1848 на злато в Калифорния.